# Viorel Frunză
Viorel Frunză (* 6. Dezember 1979 in Chișinău, Moldauische SSR, Sowjetunion) ist ein ehemaliger moldauischer Fußballnationalspieler. Er bestritt insgesamt 259 Spiele in der moldauischen Divizia Națională, der rumänischen Liga 1, der griechischen Super League, der russischen Premjer-Liga, der kasachischen Premjer-Liga und der weißrussischen Wyschejschaja Liha. Im Jahr 2011 gewann er mit Schachtjor Qaraghandy die kasachische Meisterschaft.

## Karriere

### Verein
Viorel Frunză begann seine Karriere im Jahr 2000 in seinem Heimatland bei Zimbru Chișinău. Die Saison 2004/05 verbrachte er beim rumänischen Verein FC Vaslui. 2006 kehrte er nach Moldau zum FC Dacia Chișinău zurück. Von 2007 bis 2009 stand der Stürmer beim rumänischen Erstligisten CFR Cluj unter Vertrag und wurde während dieser zeit an mehrere Vereine ausgeliehen. 2010 lief Frunză für den kasachischen Erstligisten FK Atyrau auf. Anfang 2011 wechselte er zu FK Njoman Hrodna nach Weißrussland, ehe er im Juli 2011 zu Schachtjor Qaraghandy nach Kasachstan zurück. Dort gewann er mit der Meisterschaft 2011 seinen ersten Titel. Anschließend kehrte Frunză nach Moldau zurück, wo er sich FC Veris Chișinău anschloss. Mit Veris gelang ihm der Durchmarsch von der dritten in die erste moldauische Spielklasse. In der Saison 2013/14 konnte er 18 Tore erzielen und hatte damit großen Anteil an der Qualifikation seines Teams für die Europa League. Im Frühjahr 2015 spielte er ein halbes Jahr für den FC Dacia Chișinău, ehe er im Sommer 2015 seine Laufbahn beendete.

### Nationalmannschaft
Viorel Frunză wurde 37 Mal in der moldauischen Nationalmannschaft eingesetzt und erzielte dabei sieben Tore.

## Erfolge
- Kasachischer Meister: 2011